# Religiones del Medio Oriente antiguo

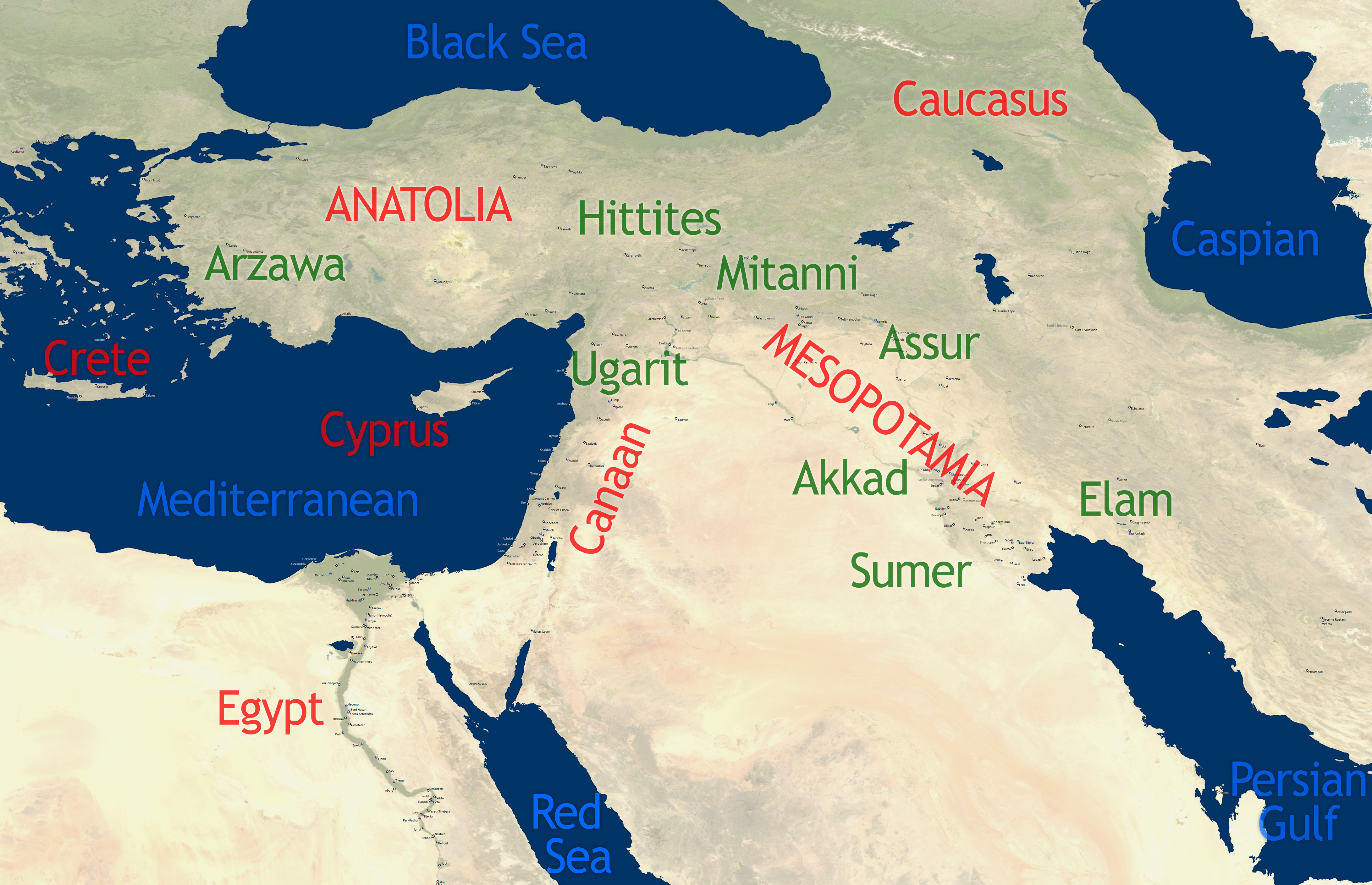
Mapa del Medio Oriente Antiguo, donde se pueden apreciar las principales regiones históricas de esta parte del mundo.

Las religiones del Medio Oriente antiguo eran en su mayoría politeístas, con algunos ejemplos tempranos de una primitiva monolatría (mardukitas), ashurismo y monismo (atonismo). Algunos estudiosos creen que las similitudes entre estas religiones indican que las mismas están relacionadas, creencia denominada paternismo.
Especialmente el panteón luvita ejerció una fuerte influencia en la antigua religión griega, mientras que la religión asirio-babilónica influyó en el zoroastrianismo de la era aqueménida y en el judaísmo. Las tradiciones de la Mesopotamia, egipcias y griegas, a su vez influyeron fuertemente en el cristianismo.

## Introducción
La historia del Medio Oriente antiguo abarca más de dos milenios, desde la Edad de Bronce a comienzos de la Edad de Hierro, en la región que se conoce actualmente como el Medio Oriente, centrada en la medialuna Fértil. Existió mucho contacto cultural, pero lo que es adecuado abarcar toda la región bajo un mismo término, lo cual sin embargo no significa que cada periodo histórico no deba ser analizado y descrito en forma individual. Este artículo presenta a las características comunes de la religiones del Medio Oriente antiguo, y brinda conexiones con descripciones detalladas.
El Medio Oriente antiguo comprende las siguientes subregiones:
- Mesopotamia (Sumeria, Asiria, Babilonia y Acadia): religión asirio-babilónica, religión sumeria, Mitología de Mesopotamia
- Elam
- Antiguo Egipto: Religión del Antiguo Egipto
- El Levante (Canaan, Ugarit, Ebla, Mitanni): religión cananea, Judaísmo
- Anatolia (el Imperio Hitita, Assuwa, Arzawa): Mitología hitita, mitología hurrita
- el Cáucaso y el Altiplano Armenio (Urartu): religión de Urartu
- Chipre, Creta (Civilización minoica): Religión minoica
- Península arábiga: Islam

Las fuentes más antiguas, hacia el 2500 a. C., narran vestigios de la mitología de la Mesopotamia y de la religión egipcia.
La religión hitita primitiva tenía aspectos que provenían de la religión Proto-Indo-Europea, pero las religiones hititas posteriores fueron cada vez más asimiladas en Asiria.
La religión de la Antigua Grecia esta sumamente influenciada por la mitología antigua del Medio Oriente, pero por lo general no se la incluye en este término. Las religiones mistéricas del helenismo se encontraban conectadas con la religión egipcia.
Estas religiones tenían en común, numerosas prácticas:
- Rituales de purificación
- Sacrificios (sacrificios de plantas y animales, libaciones, raramente pero en forma prominente en la mitología, sacrificio humano)
- Politeísmo (Aunque Egipto y Grecia eran sociedades henoteistas)
- Religiones esponsoreadas por el Estado (ciudad estado) (teocracia)
- Prostitución sagrada
- Adivinación
- Magia (invocaciones, conjuros y Talismanes)

Adivinación:
- Apantomancia: avistar animales
- Cleromancia: disposición de dados y piedrecillas
- Hepatomancia: observar el hígado de un animal
- Nefomancia: observar las nubes
- Ornitomancia: observar el vuelo de las aves
- Capnomancia: adivinación mediante el humo
- Oniromancia: adivinación mediante los sueños